# Diocesi di Vico di Pacato
La diocesi di Vico di Pacato (in latino Dioecesis Pacatensis) è una sede soppressa e sede titolare della Chiesa cattolica.

## Storia
Vico di Pacato, forse identificabile con Aïn-Mechara nell'odierna Algeria, è un'antica sede episcopale della provincia romana di Numidia.
Il vicus cui fa riferimento questa sede episcopale è in relazione con i vasti possedimenti di proprietà della famiglia degli Arii Pacati, su cui fu eretta una diocesi. Sono due i vescovi noti. Il primo è Flaviano, episcopus Vicopacensis, il cui nome occupa il 123º posto nella lista dei vescovi della Numidia convocati a Cartagine dal re vandalo Unerico nel 484; Flaviano, come tutti gli altri vescovi cattolici africani, fu condannato all'esilio.
Florenziano fu delegato della Numidia al concilio di Cartagine nel 525, latore di una lettera di Missore, primate di Numidia, a Bonifacio di Cartagine. Florenziano sottoscrisse al 4º posto gli atti della prima seduta, il 5 febbraio 525. Non è da escludere che questo vescovo sia da identificare con Florenziano, indicato senza menzione della sede di appartenenza al concilio cartaginese del 535.
Dal 1933 Vico di Pacato è annoverata tra le sedi vescovili titolari della Chiesa cattolica; la sede è vacante dal 12 settembre 2024.

## Cronotassi

### Vescovi
- Flaviano † (menzionato nel 484)
- Florenziano † (prima del 525 - dopo il 535 ?)

### Vescovi titolari
- Tomás Balduíno, O.P. † (15 agosto 1967 - 10 novembre 1967 nominato vescovo di Goiás)
- Johannes Joachim Degenhardt † (12 marzo 1968 - 4 aprile 1974 confermato arcivescovo di Paderborn)
- Adolfo Hernández Hurtado † (12 dicembre 1974 - 15 ottobre 2004 deceduto)
- Paul Hwang Cheol-soo (17 gennaio 2006 - 21 novembre 2007 nominato vescovo di Busan)
- Ariel Edgardo Torrado Mosconi (22 novembre 2008 - 12 maggio 2015 nominato vescovo coadiutore di Nueve de Julio)
- Alain Faubert (19 aprile 2016 - 12 settembre 2024 nominato vescovo di Valleyfield)